# Coretta Scott King

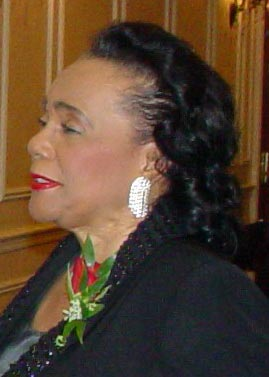
Coretta Scott King

Coretta Scott King (Marion (Alabama), 27 april 1927 – Rosarito (Mexico), 30 januari 2006) was een Amerikaanse activiste.  Zij was de weduwe van de bekende Amerikaanse predikant Martin Luther King en leidster van de Amerikaanse burgerrechtenbeweging. Na de dood van Martin Luther King zette ze zijn werk voort en kwam op voor de rechten van de Afro-Amerikaanse gemeenschap.  Behalve voor de burgerrechtenstrijd zette ze zich in voor mensenrechten wereldwijd. Ze protesteerde tegen de Amerikaanse steun aan het apartheidregime in Zuid-Afrika en sprak zich uit tegen de Irak-oorlog.
Ze vestigde het King Center for Nonviolent Social Change in Atlanta in 1968. Bij dit centrum werd op 27 april 2023, haar geboortedag, een monument voor Coretta onthuld.
Ze kreeg vier kinderen met Martin Luther King, die tevens werkzaam waren als burgerrechtenactivist: Yolanda (1955-2007), Martin (1957), Dexter (1961-2024) en Bernice (1963).
In augustus 2005 kreeg ze een lichte hartaanval en een beroerte. Coretta Scott King overleed begin 2006 op 78-jarige leeftijd en werd begraven op 7 februari.

## Onderscheidingen
In 1983 ontving zij de Four Freedoms Award voor godsdienstvrijheid.

## Varia
King was sinds 1995 een strikte veganist.